# 李澄 (武威郡王)
李澄（733年—786年），唐朝官员，出自辽东李氏。
祖籍辽东襄平（今辽宁省辽阳市），世居京兆（今陕西省西安市）。李澄是隋朝蒲山公李宽弟弟左千衛將軍李偉的玄孙，亳州刺史、燉煌公李檀的曾孙，永陽郡長史，襲燉煌公李暕的孙子，清江、汧陽太守，襲燉煌公李浩的儿子。开始以武艺授为江淮都统李峘属下偏将。后跟随永平军节度使李勉麾下，积累功劳，李勉表李澄为滑州刺史。建中三年（782年），淮西节度使李希烈反唐，次年攻陷汴州，他城以投降李希烈，任伪尚书令。兴元元年（784年），派人暗中送表章至奉天朝见唐德宗。唐德宗嘉赏他，授刑部尚书、滑州刺史。他率众归朝后，趁势攻下汴州、郑州，朝廷加刑部尚书、兼汴州刺史、汴滑节度观察使，又封武威郡王。贞元元年，转任检校尚书左仆射、义成军郑、滑等州节度使。次年在官任上去世，赠司空。

## 延伸阅读
[在维基数据编辑]
 《舊唐書·卷132》，出自刘昫《舊唐書》
 《新唐書·卷141》，出自《新唐書》